# Palo Alto (Live at Palo Alto High School/Ca 1968)
Palo Alto (Live at Palo Alto High School/Ca 1968) ist ein Jazzalbum von Thelonious Monk. Die am 27. Oktober 1968 bei einem Auftritt Monks und seines Quartetts an der Palo Alto High School entstandenen Aufnahmen sollten zunächst am 31. Juli 2020 erscheinen. Nach Beilegung eines Rechtsstreits wurde der Mitschnitt am 18. September 2020 sowohl als Langspielplatte als auch als Compact Disc auf Impulse! Records veröffentlicht. Der Download des Albums erscheint in der Reihe Sony Legacy Recordings.

## Hintergrund
Im Sommer 1968 hatte der Gymnasiast, Danny Scher, der in Palo Alto, Kalifornien, zur Schule ging, die Idee, Thelonious Monk für das Auditorium seiner Schule zu buchen. Er wollte Monk und sein Quartett dazu bringen, ein Benefizkonzert an seiner High School in Palo Alto, Kalifornien, zu spielen, um Spenden für seine Schule zu sammeln und zur Einheit der weißen und afroamerikanischen Bevölkerungsgruppen in seiner Gemeinde beizutragen. Nachdem Scher sich schließlich den Auftritt von Monk für 500 US-Dollar für den Sonntag, den 27. Oktober 1968, gesichert hatte, hatte er zunächst Probleme, Tickets zu verkaufen und die Leute davon zu überzeugen, dass Monk überhaupt auftauchen würde. Mit vielen Wendungen auf dem Weg, einschließlich Schers älterem Bruder, der nach San Francisco fahren musste, um das Quartett zur Schule zu bringen, und Hunderten von Menschen, die auf dem Parkplatz der Schule auf die Ankunft von Monk warteten, bevor sie ihre 2-Dollar-Tickets kauften, ging dem Konzert voraus, das dann ausverkauft war und zu einem Triumph wurde.
„Es war ein totales Vergnügen“, meinte Scher später, dessen zwei Idole in seiner Jugend Monk und Duke Ellington waren. „Es gab nichts Seltsames. Ich liebte Monk, ich liebte seine Musik und ich liebte es zu produzieren. Es war großartig, Monk auf der Bühne tanzen zu sehen und dann zum richtigen Zeitpunkt zum Klavier zurückzukehren. Es gab dabei kein Drama.“
Die Tatsache, dass das Konzert überhaupt aufgenommen wurde, geschah fast zufällig, so der Jazzautor Nate Chinen. „Am Tag vor der Veranstaltung wurde Danny von einem Hausmeister, einem Amateur-Toningenieur, angesprochen, der sagte: ’Wenn Sie mich das Konzert aufnehmen lassen, werde ich das Klavier stimmen lassen.’ Danny (der noch ein Teenager war) sagte: ‚Äh, sicher!‘“ Die Identität des Hausmeisters ist unbekannt, aber nach der Show übergab dieser das Band an Scher, der es über 50 Jahren aufbewahrte und erst in den späten 2010er-Jahren den Erben Monks übergab.
Das Album Palo Alto dokumentiert einen Auftritt des Pianisten und seines Quartetts mit dem Tenorsaxophonisten Charlie Rouse, Bassist Larry Gales und Schlagzeuger Ben Riley an der Palo Alto High School in Kalifornien am 27. Oktober 1968, über ein halbes Jahr nach den letzten Aufnahmen für das Studioalbum Underground (Columbia). Zu dieser Zeit war Monk für ein dreiwöchiges Engagement im Club Jazz Workshop im nahe gelegenen San Francisco gebucht. Scher und sein Bruder fuhren das Quartett für das Palo Alto-Konzert die Bucht hinunter.
Das Set des Monk-Quartetts enthielt Monks lyrisches Liebeslied Ruby, My Dear, auf dem Rouse vor Monks Solo die melodische Führung auf dem Tenorsaxophon übernahm. Ebenfalls enthalten war Monks Solodarbietung von Jimmy McHughs Song Don’t Blame Me, Monks Erkennungsmelodie Blue Monk und ein spielerischer Lauf durch seine Komposition Epistrophy. Dann kam eine verkürzte Zugabe von Monks Interpretation von Rudy Vallées 1925er Tin-Pan-Alley-Hit I Love You Sweetheart of All My Dreams. Monk verabschiedete sich, indem er erklärte, dass sie an diesem Abend in San Francisco verabredet seien.
Sowohl die LP als auch CD enthalten ein Booklet mit Erinnerungen von Veranstalter Danny Scher und Liner Notes von Robin D. G. Kelly sowie Faksimiles des damaligen Konzertposters und Konzertprogramms. Schers Talent für Konzertveranstaltung führte ihn später dazu, mit einem der bekanntesten Vertreter des Berufs, Bill Graham, zusammenzuarbeiten und selbst ein bekannter Promoter zu werden.

## Rechtsstreit um die Veröffentlichung
Das Palo Alto Album sollte zunächst am 31. Juli 2020 veröffentlicht werden; doch kurz zuvor wurde aufgrund eines Rechtsstreits zwischen Monks vorherigem Label und seinen Nachlassverwaltern die Veröffentlichung „aufgrund von Umständen, die außerhalb der Kontrolle des Labels [Impulse!] liegen“ zunächst auf unbestimmte Zeit verschoben. Es erschien schließlich am 18. September 2020.

## Titelliste

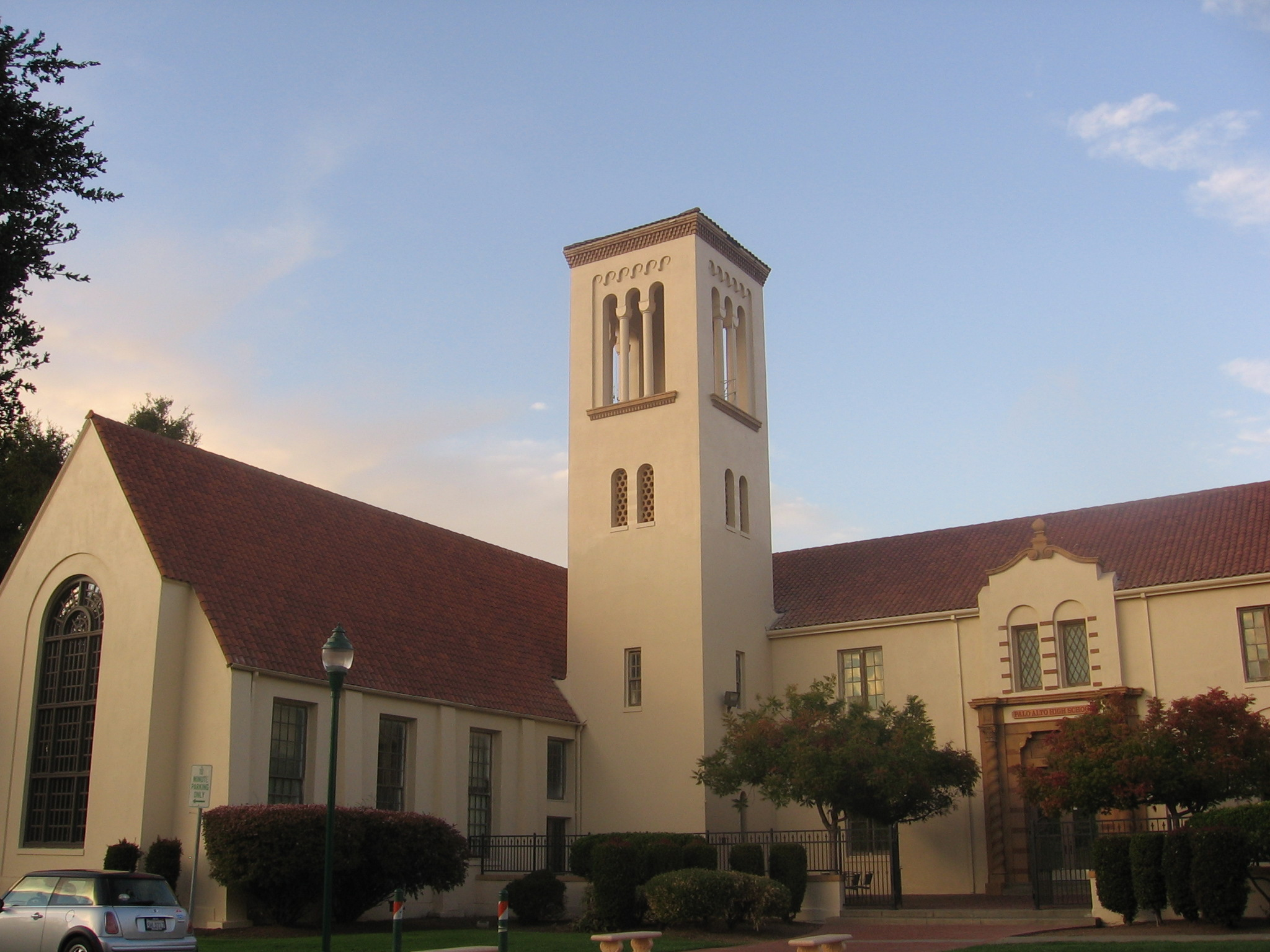
Die Palo Alto High School

- Palo Alto (Live at Palo Alto High School/Ca 1968)
  1. Ruby, My Dear (Monk)
  2. Well, You Needn’t (Monk)
  3. Don’t Blame Me (Jimmy McHugh, Dorothy Fields)
  4. Blue Monk (Monk)
  5. Epistrophy (Kenny Clarke, Th. Monk) 4:28
  6. I Love You Sweetheart of All My Dreams (Art Fitch, Bert Lowe, Kay Fitch)

## Rezeption
Monks Sohn T. S. Monk bezeichnete Palo Alto als „eine der besten Live-Aufnahmen, die ich je von Thelonious gehört habe“. „Ich wusste nicht einmal, dass mein Vater einen Highschool-Auftritt spielte, aber er und die Band waren dabei. Als ich das Band zum ersten Mal hörte, wusste ich vom ersten Takt an, dass mein Vater sich wirklich gut fühlte.“
Die unwahrscheinliche Palo-Alto-Highschool-Show von Thelonious Monk werde zu einem aufregenden Livealbum, schrieb der Kritiker des San Francisco Chronicle. Das erstaunlichste Jazz-Album des Jahres 2020 sei das Werk eines ehrgeizigen 16-jährigen Abiturienten aus Palo Alto. Auf keinem der vorherigen Livealben habe man das Quartett Monks so freudig am Swingen erlebt.
Peter Jones (London Jazz News) meinte, was an Palo Alto so großartig ist, sei die entspannte Energie und das integrierte Gefühl einer etablierten Band. Nach Ansicht von Dave Gelly, der das Album im Jazz Journal rezensierte, könne man immer erkennen, wann sich Monk inspiriert fühlte, an der Kühnheit seines Compings. Einige der Dinge, die er hier neben Charlie Rouse bei Ruby My Dear und Well You Needn’t getan habe, seien phänomenal, so der Autor. Rouse scheine im Gegensatz zu einigen anderen angesehenen Saxophonisten ziemlich schnell den Dreh raus zu haben, mit Monk zu spielen; schließlich sei er elf Jahre bei ihm geblieben. Es sei auch möglich, dass Monk, nachdem er Rouses Spiel verstanden hatte, seine Gedanken virtuell lesen konnte. In jedem Fall sei das Ergebnis hier packend. Rileys Spiel hier sei so aufmerksam und passend, dass er gelegentlich eine von Monks Phrasen mit ihm beende, und sogar seine Schlagzeugsoli hätten eine monkische Ausstrahlung. Gales spiele exzellente Soli, meint Gelly, sowohl beim Spiel mit dem Bogen als auch Pizzicato, und sorge jedes Mal für Applaus.